# Jacaraú
Jacaraú là một đô thị thuộc bang Paraíba, Brasil. Đô thị này có diện tích 253,206 km², dân số năm 2007 là 14542 người, mật độ 57,4 người/km².